# Vlada Stošić
Pour les articles homonymes, voir Stošić.
Vlada Stošić (né le 31 janvier 1965 en Serbie) est un footballeur serbe, milieu de l'Étoile Rouge de Belgrade et de l'équipe de Yougoslavie dans les années 1980-1990.
Stošić n'a marqué aucun but lors de sa sélection avec l'équipe de Yougoslavie en 1990. 

## Carrière
- 1984-1987 : FK Étoile rouge de Belgrade  Yougoslavie
- 1987-1988 : FK Rad Belgrade  Yougoslavie
- 1987-1988 : FK Radnički Niš  Yougoslavie
- 1988-1992 : FK Étoile rouge de Belgrade  Yougoslavie
- 1991-1994 : RCD Majorque  Espagne
- 1994-1997 : Real Betis Balompié  Espagne
- 1997 : CF Atlante  Mexique
- 1997-1999 : Vitória Setubal  Portugal

## Palmarès

### En équipe nationale
- 1 sélection et aucun but avec l'équipe de Yougoslavie en 1990.

### Avec l'Étoile Rouge de Belgrade
- Vainqueur de la Coupe des clubs champions européens en 1991.
- Vainqueur de la Coupe intercontinentale en 1991.
- Vainqueur du Championnat de Yougoslavie de football en 1988, 1990, 1991.
- Vainqueur de la Coupe de Yougoslavie de football en 1985, 1990.